# ميخائيل باناريتوس
ميخائيل باناريتوس (اليونانية: Μιχαήλ Πανάρετος؛ ق. 1320– ق. 1390) كان مسؤولًا في إمبراطورية طرابزون ومؤرخًا يونانيًّا. عمله الوحيد المتبقي هو سجل تاريخ إمبراطورية طرابزون، بقيادة ألكسيوس الأول كومنينوس وخلفائه. لا يوفر هذا السجل إطارًا زمنياً لهذه الإمبراطورية في العصور الوسطى فحسب، بل يحتوي أيضًا على مواد قيّمة حول التاريخ المبكر للأتراك العثمانيين من منظور بيزنطي، إلا أنه ظل مجهولًا تقريبًا حتى اكتشفه جاكوب فيليب فالميراير في القرن التاسع عشر ضِمْن مخطوطات مكتبة مارسيانا في البندقية. يكتب الروسي المتخصص في الدراسات البيزنطية ألكسندر ألكسندروفيتش فاسيلييف: "بفضل هذا السجل البسيط، وإن كان صادقًا، أصبح من الممكن إلى حد ما استعادة التسلسل الزمني لأهم الأحداث في تاريخ طرابزون. يغطي هذا السجل الفترة من 1204 إلى 1426 م، ويورد أسماء العديد من الأباطرة المجهولين سابقًا."

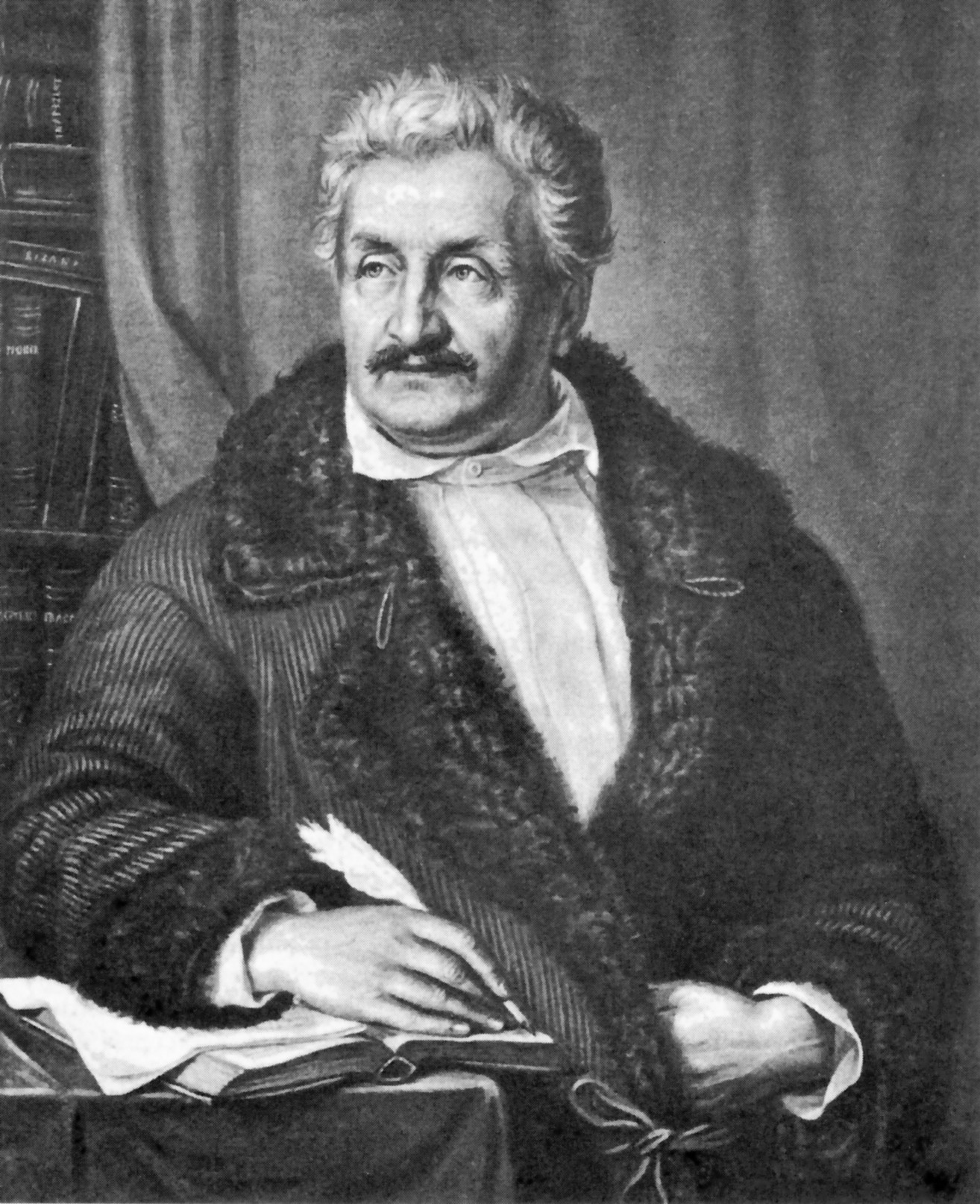
المؤرخ فالميراير، الذي أعاد اكتشاف سجل باناريتوس في عام 1844

## روابط خارجية
- ترجمة إنجليزية جزئية بقلم سكوت كينيدي